# Tipula tyche
Tipula tyche är en tvåvingeart som beskrevs av Mannheims 1966. Tipula tyche ingår i släktet Tipula och familjen storharkrankar. Inga underarter finns listade i Catalogue of Life.